# 三人の名付親
『三人の名付親』（さんにんのなづけおや、3 Godfathers）は1948年のアメリカ合衆国の西部劇映画。
監督はジョン・フォード、出演はジョン・ウェインとペドロ・アルメンダリスなど。
原作はサイレント映画時代から何度も映画化されている、ピーター・B・カインの1913年の小説『The Three Godfathers』で、生まれたばかりの赤ん坊の名付け親（ゴッドファーザー＝代父）となった3人のならず者を描いている。
日本で発売されているDVDの中には『三人の名付け親』と表記しているものもある。

## ストーリー
西部の三人のならず者たち、ボブ、ピート、キッドは銀行襲撃に失敗し、灼熱の砂漠に逃亡した。保安官スイートの追撃を受け、命の綱の水を求めてさすらう中で、三人は打ち捨てられた馬車の瀕死の母親（実は保安官の姪）から、赤ん坊を託され、名付け親となった。追っ手を避け、赤子の命を救おうと苦闘し、砂漠をさすらう三人はいつしか一冊の聖書に導かれ、贖罪の旅に足を踏み入れるのだった。やがてピートとキッドは旅の途中で死ぬが、二人の思いを受け継ぎ、赤子を抱き、歩き続けるボブを、幻となって現れ励まし続ける。保安官スイートは、三人が姪を殺したと誤解したまま、復讐の念に燃え三人を追うが、精根尽き果てて酒場にたどり着いたボブ・ハイタワーの姿に、思いもしなかった結末を迎える。

## キャスト
| 役名                                       | 俳優                     | 日本語吹替                                                                              | 日本語吹替                     |
| 役名                                       | 俳優                     | NET旧版                                                                                 | NET新版                        |
| ------------------------------------------ | ------------------------ | --------------------------------------------------------------------------------------- | ------------------------------ |
| ボブ（ロバート・ハイタワー）               | ジョン・ウェイン         | 小林昭二                                                                                | 納谷悟朗                       |
| ピート（ペドロ・エンカラシオン・アランゴ） | ペドロ・アルメンダリス   | 渡部猛                                                                                  | 渡部猛                         |
| キッド（ウィリアム・カーニー）             | ハリー・ケリー・ジュニア | 山田康雄                                                                                | 山田康雄                       |
| スイート保安官                             | ワード・ボンド           | 寄山弘                                                                                  | 雨森雅司                       |
| スイート夫人                               | メエ・マーシュ           |                                                                                         |                                |
| 不明 その他                                | N/A                      | 寺島信子 渡辺知子 槐柳二 清川元夢 斉藤三勇 田中康郎 北村弘一 千葉順二 立壁和也 仲木隆司 |                                |
| 日本語版スタッフ                           |                          |                                                                                         |                                |
| 演出                                       | 演出                     | 春日正伸                                                                                |                                |
| 翻訳                                       | 翻訳                     | 鈴木導                                                                                  |                                |
| 効果                                       |                          |                                                                                         |                                |
| 調整                                       |                          |                                                                                         |                                |
| 制作                                       | 制作                     | 東北新社                                                                                |                                |
| 解説                                       | 解説                     | 淀川長治                                                                                | 増田貴光                       |
| 初回放送                                   | 初回放送                 | 1969年9月28日 『日曜洋画劇場』                                                          | 1974年5月25日 『土曜映画劇場』 |

## 解説
- 本作はクリスマス時期の興行を目的として製作された、宗教的要素の強い映画である。新約聖書に登場し、イエスの誕生時にやってきてこれを拝んだとされる「東方の三博士」を暗示している。
- カリフォルニア州のモハーベ砂漠で、32日間のロケ撮影が行われた。
- 本作は、同じくジョン・フォード監督による、同一原作を元にした1919年の無声映画『恵みの光（英語版）』のリメイク作品であり、1947年に亡くなった旧作の主演者ハリー・ケリーに捧げられている。なお、『恵みの光』のフィルムは現存しないとされている。
- 旧作の主演者ハリー・ケリーはジョン・フォードの盟友であり、ハリーへの追悼と、その息子であるハリー・ケリー・ジュニアを世に出すということを目的に製作された作品でもある。
- ピーター・B・カインによる原作は何度も映画化されており、上記『恵みの光』以外にも同じくジョン・フォード監督による『光の国へ』、『三人の父親』、『ブロンコ・ビリーと赤ん坊』、ウィリアム・ワイラー監督の『砂漠の生霊（英語版）』（1929年）やリチャード・ボレスラウスキー監督の『地獄への挑戦（英語版）』（1936年）などが『三人の名付親』以前に製作された。

## 作品の評価
Rotten Tomatoesによれば、12件の評論のうち高評価は83%にあたる10件で、平均点は10点満点中7.20点となっている。
Metacriticによれば、7件の評論のうち、高評価は6件、賛否混在は1件、低評価はなく、平均点は100点満点中82点となっている。

## 関連作品
この映画をベースにして作成された作品に以下のものがある。
- 1985年の仏映画『赤ちゃんに乾杯!』
- 1987年の米映画『スリーメン&ベビー』 ※上記仏映画のリメイク。
- 2003年の日本アニメ『東京ゴッドファーザーズ』 ※今敏監督作。舞台を現代の東京に置き換えている。
- 2006年の香港映画『プロジェクトBB』